# Björn Hodestål
Björn Hodestål, pseudonimo di Alberto Bernardi (Dolo, 1º gennaio 1981), è un bassista italiano.
Attualmente bassista e voce corale nella band metal progressive folk Arcana Opera, bassista e tastierista nel project studio Voice Of the Inner Demon

## Biografia
Vivendo la sua infanzia in una casa dove la musica è stata da sempre presente, specialmente quella dei grandi compositori, l'interesse per questa arte continua a crescere, sino a poco prima della maggiore età, quando la passione per l'armonia e per i suoi intrecci melodici si scatena: l'amore per le basse frequenze lo porterà, infine, a dedicarsi principalmente al basso elettrico.
Seguono anni intensi di formazione, prediligendo lo studio personale su testi accademici, e di collaborazioni musicali, sia come semplice strumentista sia come autore o compositore.
Le conoscenze musicali acquisite portano Björn in contatto con vari generi musicali (punk, rock, jazz, blues, gothic, trash, death) e sfociano in varie esperienze in studio di registrazione.
Nell'estate del 2014 entra a far parte del progetto Arcana Opera in quanto rimane colpito dalla qualità dell'ensemble arcano.

## Discografia

### Con Brutal Rash
- 2001 - The Gyre (ep) (autoprodotto)

### Con Lachaise
- 2008 - Silent cries for help (M&P Records)

### Con II Dawn
- 2015 - II Dawn (ep) (autoprodotto)

### Con Arcana Opera
- 2015 - De Noir (Nemeton Records)
- 2023 - O.D.E. (TBD)

### Con Voice Of the Inner Demon
- 2019 - V.O.I.D. (Sorry MOM!)